# Namchi
Namchi est une ville indienne située dans l'état indien du Sikkim, district du Sikkim méridional.

## Étymologie
En sikkimais, Namchi signifie ciel (nam) haut (chi).

## Géographie
Namchi se situe à environ 78 kilomètres de la capitale Gangtok et à 100 kilomètres de Siliguri.

### Le Temi Tea Garden

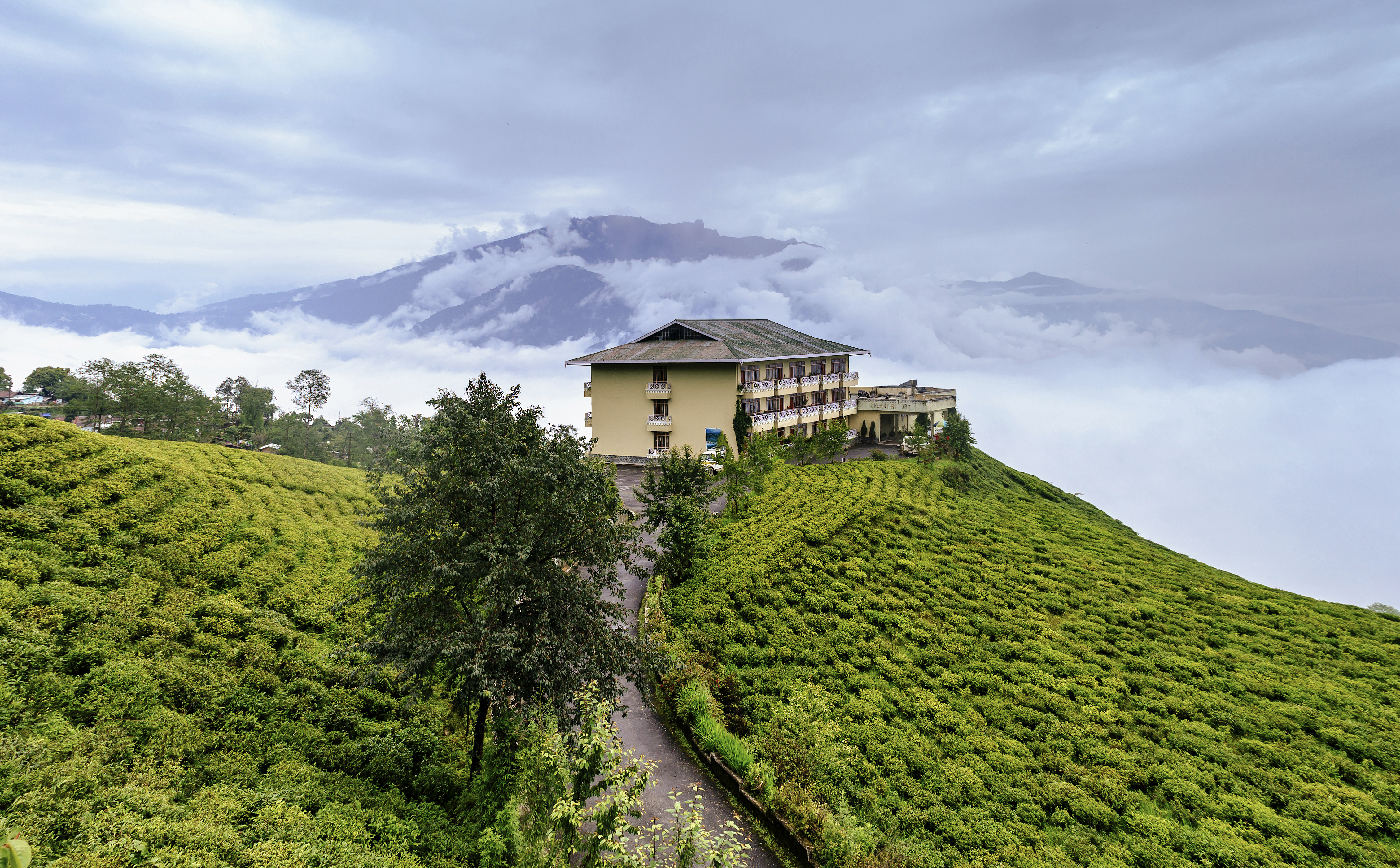
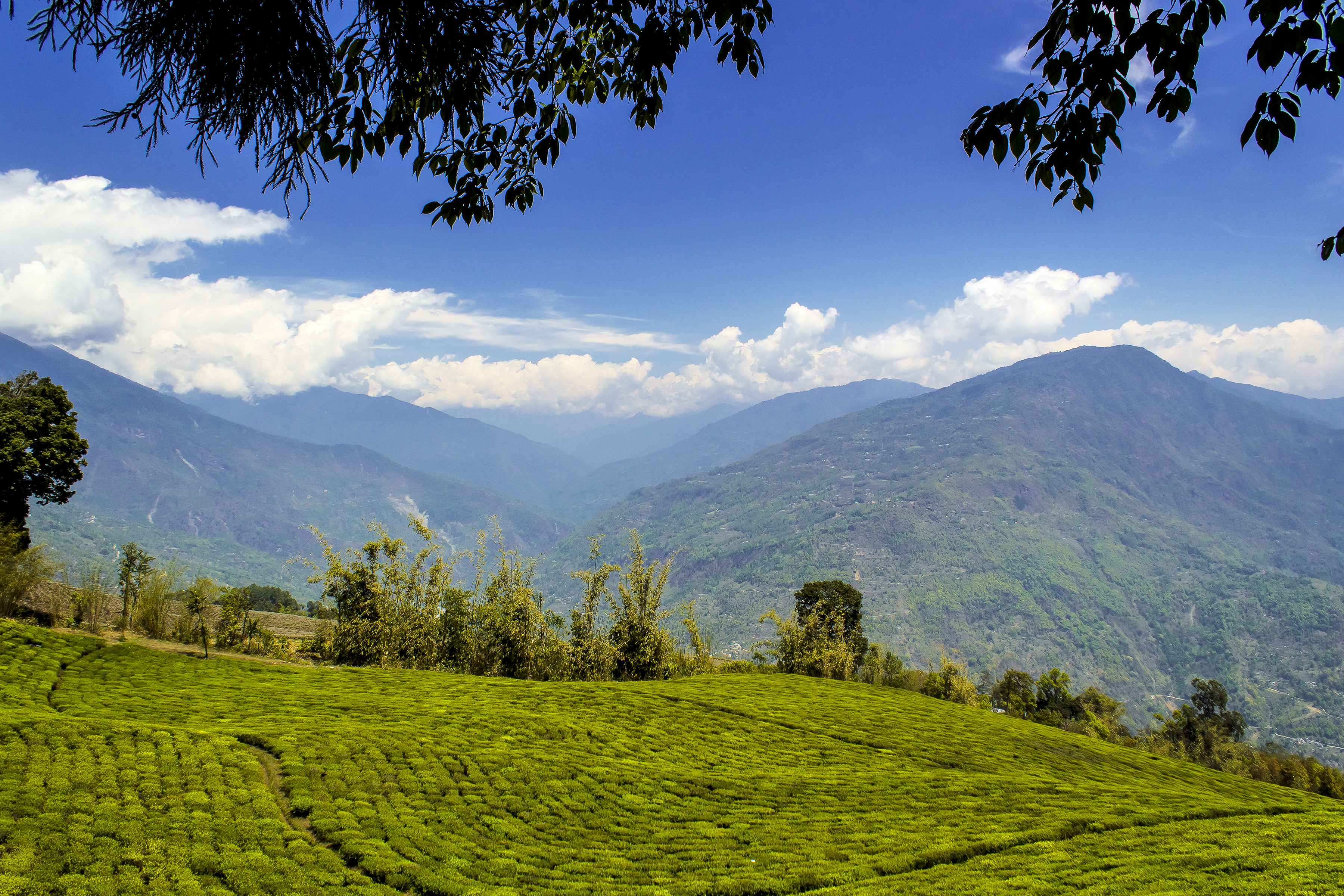
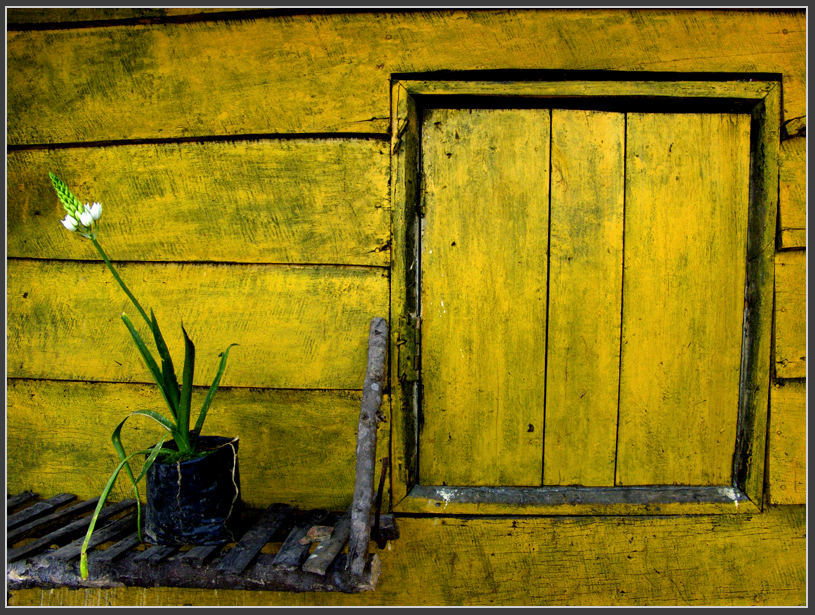

## Galerie

### Statues et lieux de culte

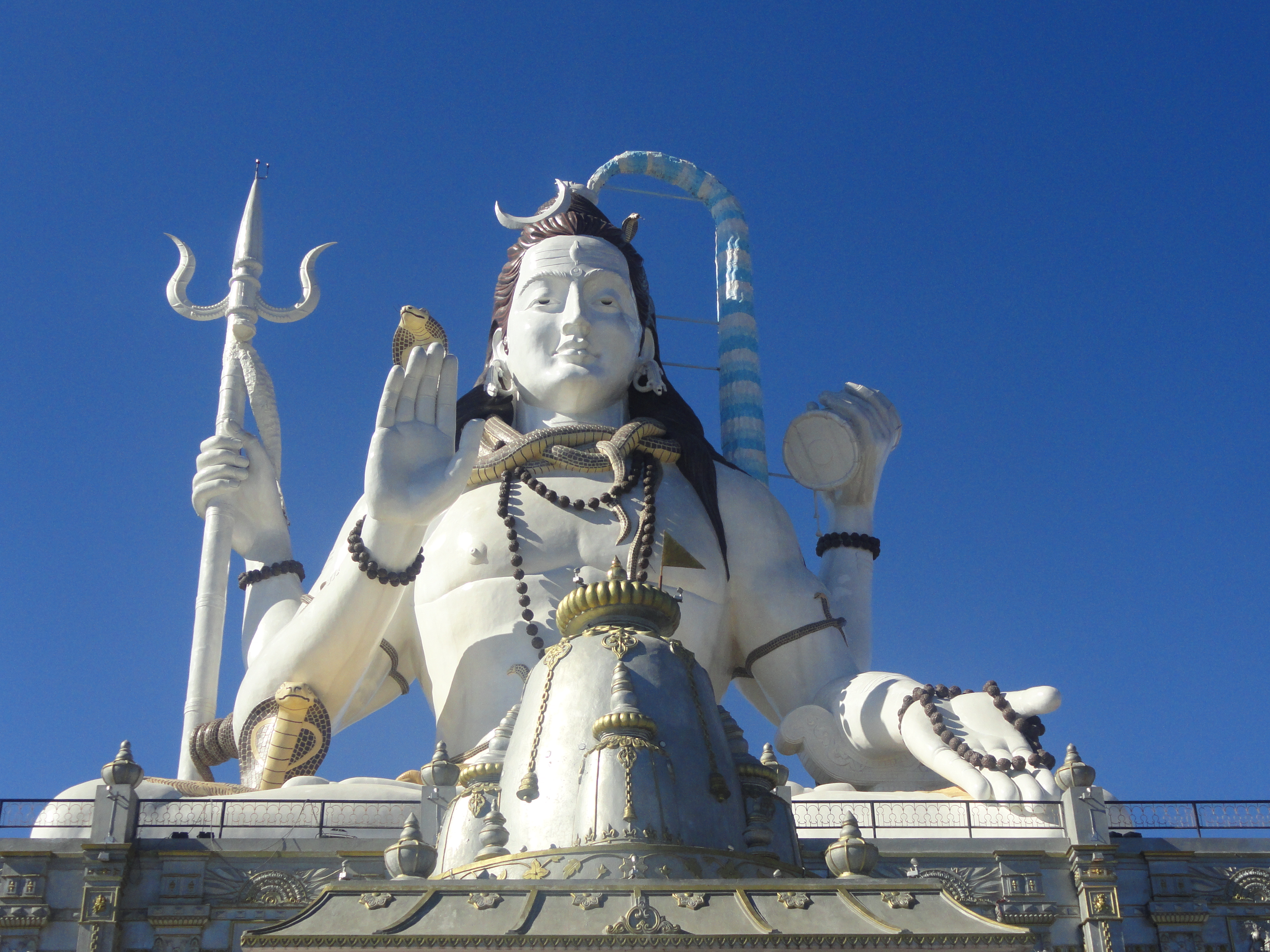
Statue de Shivaà Siddhesvara Dhaam, Namchi
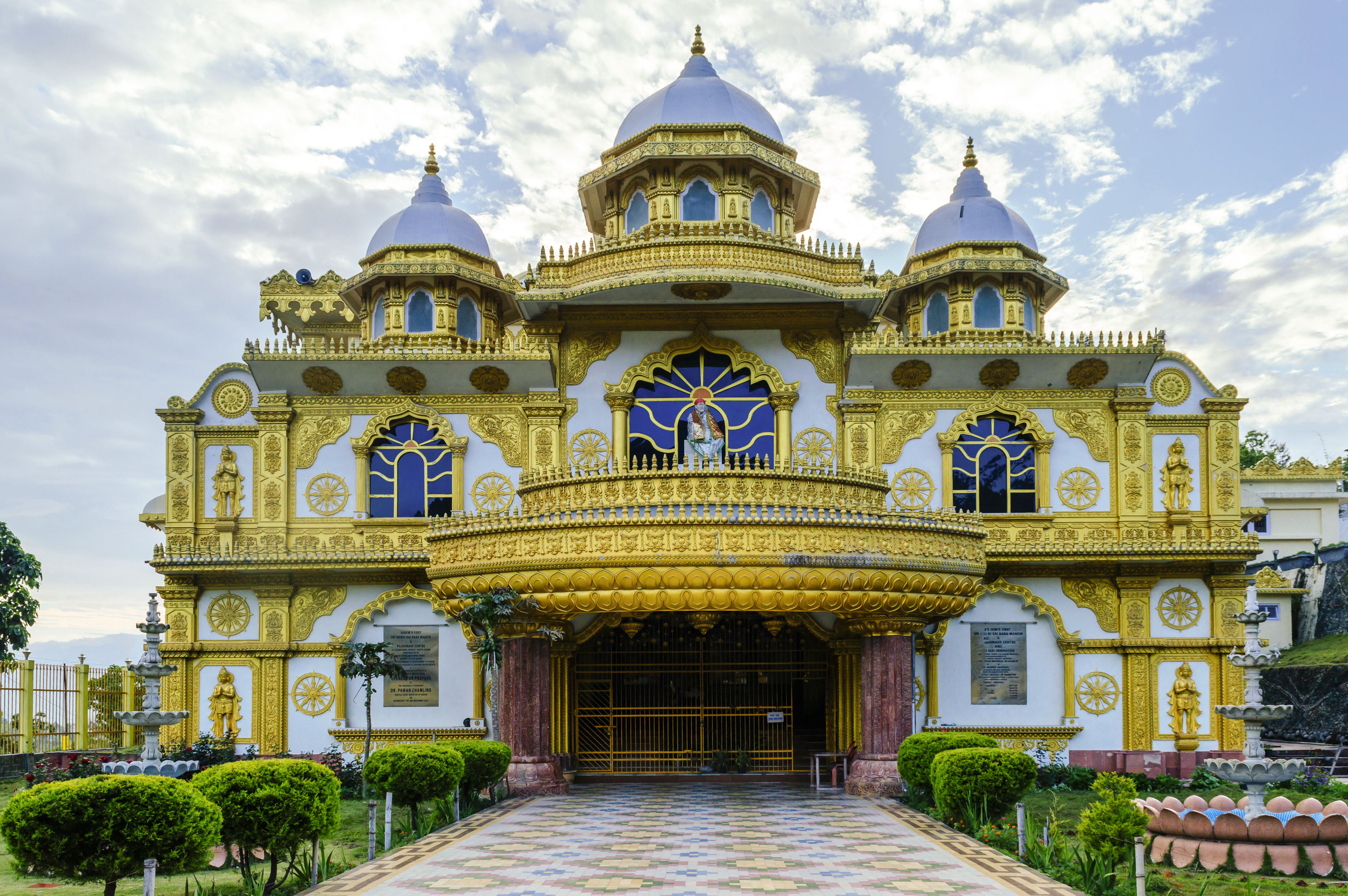
Sai Temple
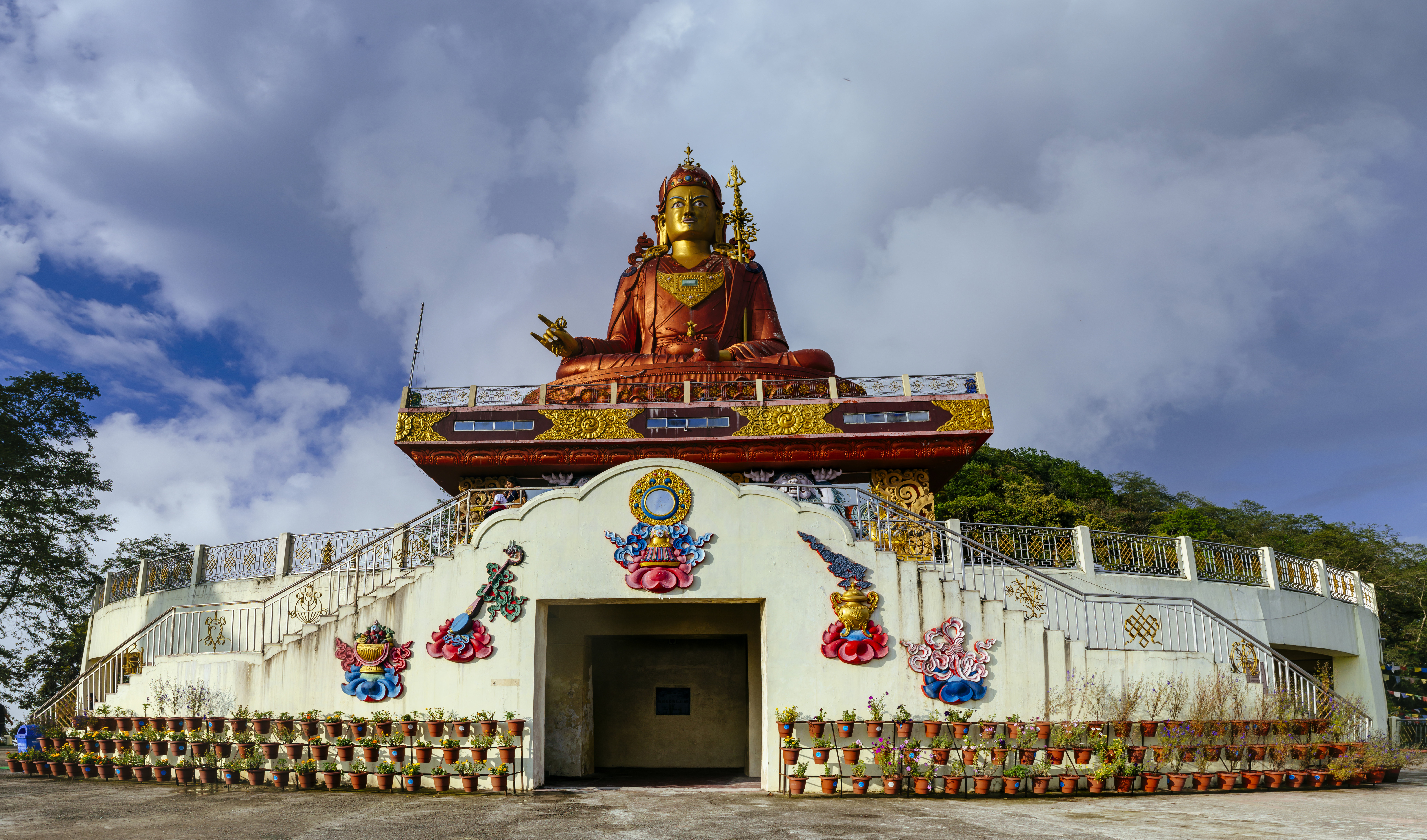
Statue de Padmasambhava
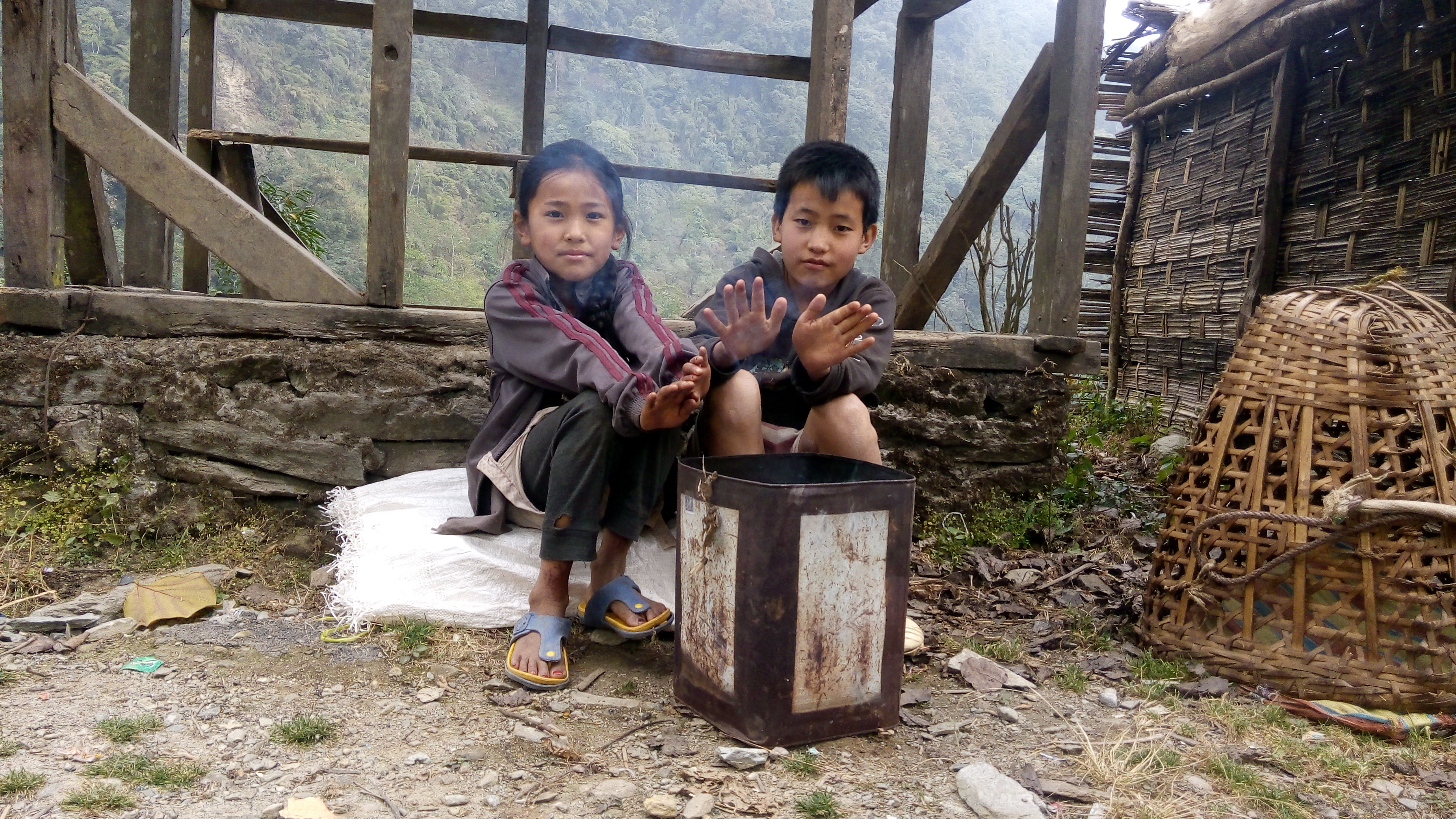
Enfants népalais en route vers un monastère de Namchi